# Finch (Toronto Subway)

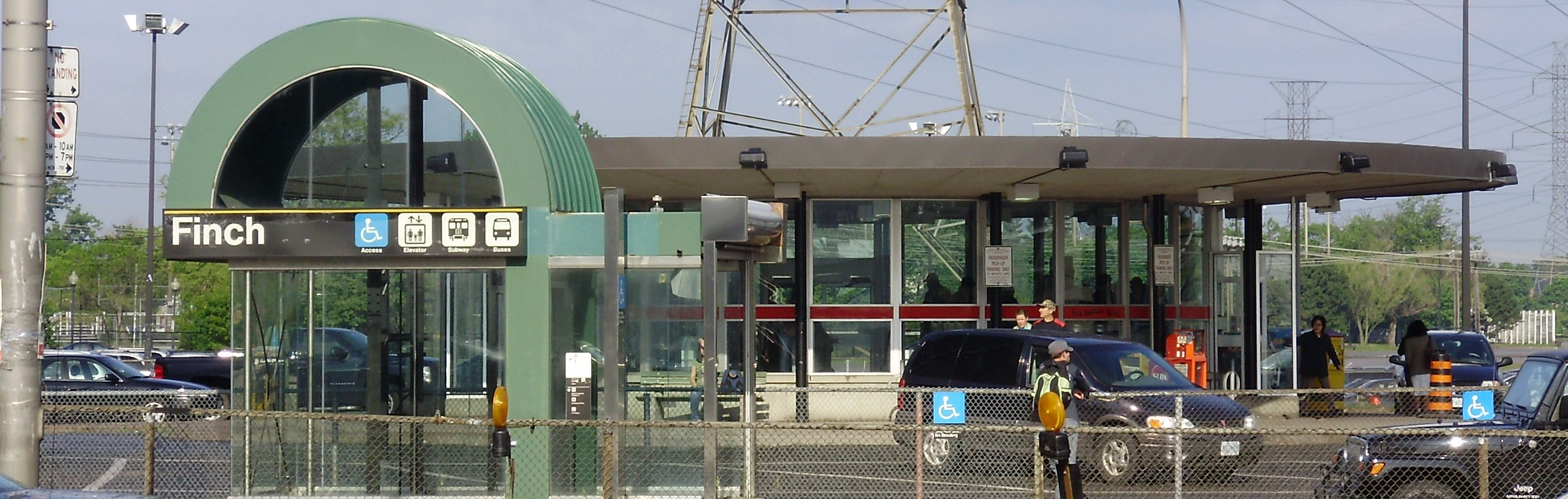
Stationsgebäude

Finch ist eine unterirdische U-Bahn-Station in Toronto. Sie ist die nordöstliche Endstation der Yonge-University-Linie der Toronto Subway und liegt an der Kreuzung von Yonge Street und Finch Avenue. Die am nördlichsten gelegene Station des gesamten Streckennetzes ist ein bedeutender Verkehrsknotenpunkt und wird täglich von durchschnittlich 99.350 Fahrgästen genutzt (2018).

## Station

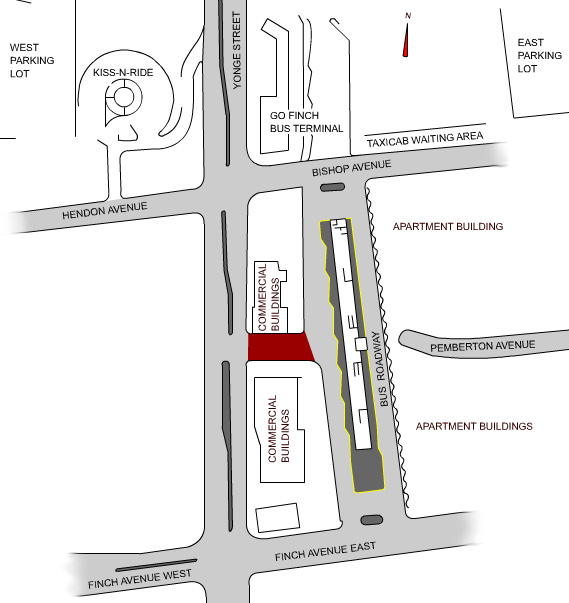
Karte der Stationsumgebung

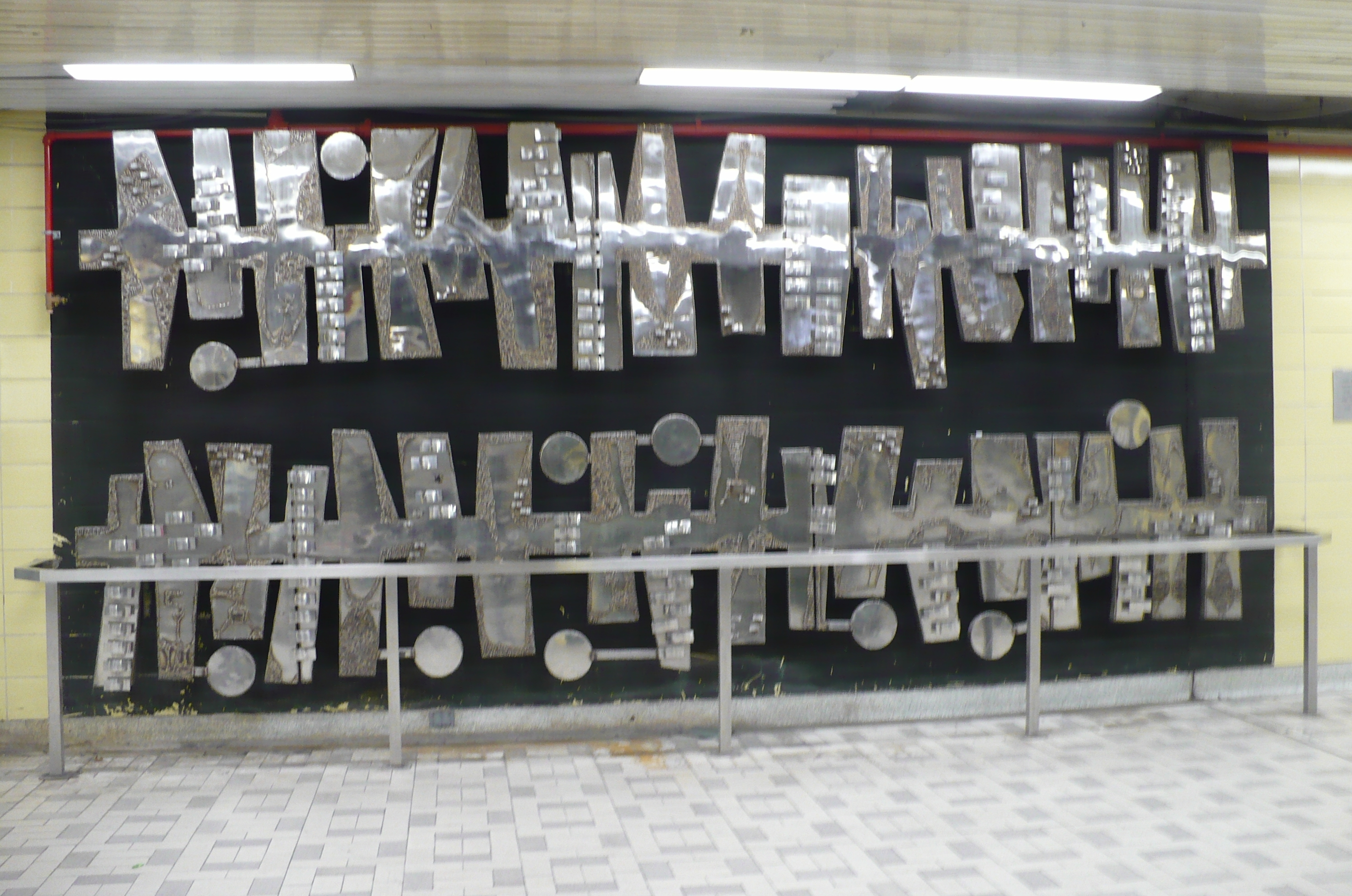
Skulptur Rhythm of Exotic Plants

Das Stationsgebäude ist ein schmales rechteckiges Bauwerk östlich der Yonge Street. An seinen Längsseiten sind Bushaltestellen angeordnet, von denen aus zehn Buslinien der Toronto Transit Commission (TTC) verkehren.
Treppen, Rolltreppen und Aufzüge führen von den TTC-bushaltestellen hinunter zu den drei unterirdischen Stationsebenen. Die oberste Ebene sammelt die verschiedenen Zugänge zu den Bushaltestellen. Die mittlere ist die Verteilerebene, die auch als Fußgängerunterführung dient und einige Läden enthält. Sie wird durch die Metallskulptur Rhythm of Exotic Plants geschmückt, die 1965 von der polnischen Künstlerin Krystyna Sadowska angefertigt wurde. Die U-Bahn-Züge halten in der untersten Ebene an einem Mittelbahnsteig. Da Finch die Endstation ist, wird der Verkehr abwechselnd auf beiden Gleisen abgewickelt. Nördlich des Bahnsteigs kann ein Zug bei Bedarf abgestellt werden.
An der Kreuzung von Yonge Street, Bishop Avenue und Hendon Avenue befindet sich der Finch Bus Terminal. Von diesem Busbahnhof aus verkehren zwei Dutzend Buslinien der Gesellschaften GO Transit, York Region Transit, Viva und Brampton Transit in die nördlich angrenzende Regional Municipality of York. An derselben Kreuzung stehen den Pendlern auch zwei kostenpflichtige Park-and-rides mit insgesamt 3214 Parkplätzen sowie ein Kiss-and-ride zur Verfügung.

## Geschichte
Die Eröffnung der Station erfolgte am 30. März 1974, zusammen mit dem Abschnitt York Mills – Finch. Ursprünglich hätte der gesamte Abschnitt zwischen Eglinton und Finch ein Jahr früher eröffnet werden sollen, doch länger andauernde Streiks machten eine Etappierung notwendig. Gleichwohl sorgte die U-Bahn für einen Wachstumsschub in der damals noch selbständigen Stadt North York und den nördlichen Nachbargemeinden.
Es bestehen Pläne, die Yonge-University-Linie über Finch hinaus um 6,8 km und sechs Stationen in den Vorort Richmond Hill zu verlängern. Die mittelfristige Realisierung ist derzeit ungewiss, da die Linie bereits heute in Spitzenzeiten an ihre Kapazitätsgrenzen stößt und ein neues Signalsystem notwendig wäre, um mehr Züge verkehren lassen zu können.